# Schlawiner Platz
Schlawiner Platz war eine Kindersendung des Bayerischen Fernsehens, die viermal die Woche von 15 bis 17 Uhr ausgestrahlt wurde. In der Sendung wurden Bastelanleitungen und Kochrezepte vorgestellt. Darüber hinaus wurden auch Mitmachaktionen, wie etwa ein Detektivspiel oder ein kindergerechtes Preisrätsel, angeboten.

## Inhalt
Die Sendung beinhaltet verschiedene Formate wie ein Mitmachmagazin, Zeichentrickserien, die Kindernachrichten Schau mal sowie eine Abenteuerserie. Dabei folgte der Sendungsverlauf meist einem festen Schema: Zuerst wurde das Mitmachmagazin gezeigt, das sich an Kinder im Vorschulalter richtete, danach folgte eine Zeichentrickserie für Kinder im Grundschulalter und im weiteren Verlauf die Nachrichtensendung Schau mal. Am Ende der Sendung wurde dann noch eine Abenteuer-Serie gezeigt.